# Peugeot Type 176
La Type 176 era un'autovettura di fascia alta prodotta dal 1925 al 1928 dalla Casa automobilistica francese Peugeot.

## Profilo
La Type 176 nacque nel 1925 come sostituta della elegante Type 153 e della sportiva Type 175. Rispetto alle due antenate, era realizzata su un telaio diverso, dal passo più lungo di ben 16 cm, ma la vettura finale manteneva gli ingombri della Type 153 seconda serie, essendo lunga 4.34 m. Il passo più lungo consentiva di incrementare l'abitabilità interna.
Rispetto alle due vetture che l'hanno preceduta, la Type 176 montava un motore di cilindrata minore. Si trattava infatti di un 4 cilindri da 2493 cm³, il quale era di concezione più moderna e nonostante la cilindrata minore, consentiva prestazioni maggiori di quelle spuntate dalla sue antenate. Tale unità motrice era infatti in grado di spingere la vettura ad una velocità massima di 110 km/h, mentre le antenate che montavano un 3 litri raggiungevano appena i 100 km/h. Ma la vera particolarità di questo motore stava nel fatto che disponeva di un particolare tipo di distribuzione, noto come "con valvole a fodero" o anche "senza valvole". Per questi motivi, la Type 176 fu impiegata in alcune competizioni, tra cui il Gran Premio di Monthléry in Francia del 1925, in cui si classificò al primo posto, ed il Tour de France del 1926.
La Type 176 fu prodotta fino al 1928 in 1512 esemplari.